# ميليندا بيج هاميلتون
ميليندا بيج هاميلتون (بالإنجليزية: Melinda Page Hamilton)‏ (و. 1974 – م) هي ممثلة، وممثلة مسرحية، وممثلة تلفزيونية من الولايات المتحدة الأمريكية. ولدت في مدينة نيويورك.

## التعليم
تعلمت في جامعة برنستون، ومدرسة تيش العليا للفنون.

## وصلات خارجية
- ميليندا بيج هاميلتون على موقع IMDb (الإنجليزية)
- ميليندا بيج هاميلتون على موقع قاعدة بيانات الأفلام العربية
- ميليندا بيج هاميلتون على موقع ألو سيني (الفرنسية)
- ميليندا بيج هاميلتون على موقع أول موفي (الإنجليزية)
- ميليندا بيج هاميلتون على موقع قاعدة بيانات برودواي على الإنترنت (الإنجليزية)
- ميليندا بيج هاميلتون على موقع قاعدة بيانات الفيلم (الإنجليزية)
- ميليندا بيج هاميلتون على موقع كينوبويسك (الروسية)